# بيتر دولان
بيتر دولان (بالإنجليزية: Peter Doolan)‏ هو لاعب قذف أيرلندي، ولد في 1940 في كورك في جمهورية أيرلندا.